# (2609) Kiril-Metodi
(2609) Kiril-Metodi es un asteroide perteneciente al cinturón de asteroides, descubierto el 9 de agosto de 1978 por la astrónoma soviética Liudmila Chernyj y su esposo, también astrónomo, Nikolái Chernyj, desde el Observatorio Astrofísico de Crimea.

## Designación y nombre
Designado provisionalmente como  1978 PB4. Fue nombrado Kiril-Metodi en honor a los santos apóstoles eslovacos Cirilo y Metodio.